# 大村彩子
大村 彩子（おおむら あやこ、1984年12月19日 - ）は、女優・タレント・モデル。イトーカンパニー所属。東京都出身。血液型B型。身長165cm・股下82cm。

## 来歴
8歳からモデルとして活動を始める。1990年代、ドラマ『妖怪新聞』、映画『新生・トイレの花子さん』に野村佑香、前田愛、浜丘麻矢と共演した。4人が“チャイドル四天王” と呼ばれるようになり、『Pretty Chat』というグループを結成。CDも発売する。
堀越高等学校、成城大学を卒業。

## 人物
本気で女優を志したのはドラマ『みにくいアヒルの子』だった。「『自分がやりたい芝居をしなさい』と監督に言われて、自分の演技と初めて向き合うことになり、自発的に芝居をしたところ監督に褒められた。それが嬉しくて、『女優っておもしろい』と気がついた」という。
2024年10月22日、自身のInstagramにて、数年前に結婚し現在は母となり子育て中である事を明かしている。

### 交友関係
同じ「チャイドル」であった野村佑香と大学の同級生で、『ヨーロッパ文化研究会』というインテリアやヨーロッパ映画の研究発表をするサークルにも野村と相談して入った。

## 出演

### テレビドラマ
- 文學ト云フ事 第3回「みずうみ」（1994年、フジテレビ） - やよい 役 ※デビュー作
- ヘルプ! （1995年、フジテレビ） - 森尾あかね 役
- ミラクル仮面高校生（1995年、朝日放送）
- エリアコードドラマ052 あなたには抱かれたい（1995年、名古屋テレビ）
- 金田一少年の事件簿 第6話「首無し村殺人事件」（1995年、日本テレビ） - 巽もえぎ 役
- 3年B組金八先生 第4シリーズ第3話「イジメの輪」（1995年、TBS） - 村田康江 役
- 花嫁は16才! 第8話（1995年、テレビ朝日）
- みにくいアヒルの子（1996年、フジテレビ） - 大川弘美 役
- はみ出し刑事情熱系 第1シリーズ 第13話（1996年、テレビ朝日） - 前島陽子 役
- 木曜の怪談'97 「妖怪新聞」（1997年、フジテレビ） - 麗子 役
- 甘辛しゃん（1997年 - 1998年、NHK） - 榊そよぎ 役
- 学校の怪談G 「片隅」（1998年、日本テレビ） - 久代 役
- チェンジ!（1998年、テレビ朝日）
- 熱血恋愛道 case.1 （1999年、関西テレビ） - 野村トモコ 役
- ズッコケ三人組 第5回（1999年、NHK） - 桐生寿美子 役
- 新・南部大吉交番日記（1999年8月12日- 8月26日、NHK） - 遥 役
- バーチャルガール（2000年、日本テレビ） - 田代ユキ役
- 史上最悪のデート 6th DATE（2000年、日本テレビ） - 夏美 役
- はぐれ刑事純情派 第14シリーズ 第5話「署長の秘密!?一度死んだ女」（2001年、テレビ朝日 / 東映） - 小峰瞳 役
- e's 危険な扉-愛を手錠で繋ぐ時- （2001年、テレビ朝日） - 小沼萌 役
- カバチタレ!（2001年、フジテレビ） - ヨウコ（優太のクラスメイト） 役
- ロング・ラブレター〜漂流教室〜（2002年、フジテレビ） - 川田咲子 役
- 怪談百物語（2002年、フジテレビ）
- 逮捕しちゃうぞ 第6話（2002年、テレビ朝日）
- 京都迷宮案内 第5シリーズ最終回SP（2003年、テレビ朝日）
- 仔犬のワルツ（2004年、日本テレビ）
- おみやさん 第3シリーズ（2004年、テレビ朝日）
- 白夜行 第11話（2006年、TBS） - 「R&Y」2号店の店員 役
- 京都地検の女 第3シリーズ第7話（2006年、テレビ朝日） - 富田有里 役
- 帰ってきた時効警察 第5話（2007年、テレビ朝日） - 白鳥その子 役
- 陽炎の辻〜居眠り磐音 江戸双紙〜（2007年、NHK） - おしま 役
- 警視庁捜査一課9係 season 3第2話（2008年4月23日、テレビ朝日） - 林原琴音 役
- 白と黒（2008年、東海テレビ） - 秋元（桐生）一葉 役
- 陽炎の辻〜居眠り磐音 江戸双紙〜2（2008年、NHK） - おしま 役
- おみやさん 第6シリーズ第11話「冬の京に消えた証人!!」（2009年2月、テレビ朝日）
- 陽炎の辻〜居眠り磐音 江戸双紙〜3（2009年、NHK） - おしま 役
- 森村誠一の終着駅（テレビ朝日）
  - 22「殺人同盟」（2009年3月14日） - 大谷恵 役
  - 28「残酷な視界」（2014年6月28日） - 笠井優子 役
- 臨場（2009年5月20日、テレビ朝日） - 桐岡明日香 役
- その男、副署長 Season3 第3話（2009年10月29日、テレビ朝日） - 二之宮エリカ （村園律子）役
- ゲゲゲの女房 第1話-（2010年3月29日-、NHK） - 医院の看護婦 役
- 水戸黄門（TBS）
  - 第41部 第4話「湯の里守れ! 美人女将 -箱根-」（2010年5月3日） - おりえ 役
  - 最終回スペシャル（2011年12月19日） - 志乃 役[4]※2代目
- まっつぐ 鎌倉河岸捕物控 第8話「金座 襲撃」（2010年6月26日、NHK） - 秋世 役
- パーフェクト・リポート 第6話（2010年11月21日、フジテレビ） - 水谷由香里 役
- LADY〜最後の犯罪プロファイル〜 第2話（2011年1月14日、TBS） - 大友絵里 役
- 僕が好きだった君に（2011年2月25日、BSハイビジョン） - 森絵里子 役
- 名探偵コナン 工藤新一への挑戦状 第9話（2011年9月1日、読売テレビ） - 中嶋日出子 役
- 京都地検の女 第7シリーズ第8話（2011年9月8日、テレビ朝日） - 畑山の同級生・山崎睦子 役
- 蝶々さん（2011年11月19日・26日、NHK） - 白菊 役
- 13歳のハローワーク 第7話（2012年2月24日、テレビ朝日） - 田中 役
- VISION-殺しが見える女- 第7話（2012年8月23日、読売テレビ） - 吉岡成美 役
- そこをなんとか 第7話（2012年12月2日、NHK） - 片桐泰子 役
- 最も遠い銀河（2013年） - 吉羽京子 役
- 相棒シリーズ（テレビ朝日・東映）
  - season11 第15話「同窓会」（2013年2月13日） - 料亭「松乃郷」仲居・森田文恵 役
  - season19 第16話「人生ゲーム」（2021年2月17日） - コミネライフホールディングス社長・小峰裕司の妻・小峰凛子 役
  - season23 第9話「最後の一日」（2025年1月1日） - 桧山真紀子 役
- 震える牛 第1話（2013年6月16日、WOWOW）
- 激流 第1話（2013年6月25日、NHK）
- 花咲舞が黙ってない 第9話（2014年6月11日、日本テレビ） - 中島英里子 役
- 若者たち2014 第5話（2014年8月6日、フジテレビ） - 山原香菜 役
- ほっとけない魔女たち 第37話 - 第39話（2014年、東海テレビ） - 町田美鈴 役
- 警視庁捜査一課9係 season11第3話（2016年4月20日、テレビ朝日） - 木下朋子 役
- 刑事7人 第3シリーズ 第5話（2017年8月9日、テレビ朝日） - 有川陽子 役
- 民衆の敵〜世の中、おかしくないですか!?〜 第1話（2017年10月23日、フジテレビ）
- 特命刑事 カクホの女（2018年1月19日、テレビ東京） - 飯田結衣 役
- 白衣の戦士! 第5話（2019年5月15日、日本テレビ） - 清水裕子 役
- 科捜研の女 SEASON 19 第12話（2019年8月8日、テレビ朝日） - フラワーショップ香坂 店主・香坂めぐみ 役
- 警視庁・捜査一課長2020第13話 (2020年8月13日、テレビ朝日） - 茄田志亜子 役
- 青きヴァンパイアの悩み 第5話・6話（2021年3月8日・15日、TOKYO MX） - 八角二郎の妻 役

### テレビドラマ（2時間ドラマ）
- 土曜ワイド劇場（テレビ朝日）
  - 同居人カップルの殺人推理旅行 第3話（1995年11月11日） - 吉田香織 役
  - 牟田刑事官VS終着駅の牛尾刑事そして事件記者冴子（2005年）
  - 終着駅シリーズ〜殺人同盟（2009年3月14日） - 大谷恵 役
  - 刑事の妻〜デカツマ〜2 妻の浮気チェックが不倫連続殺人を呼ぶ！私の夫が犯人なんて…絶体絶命の妻が最後の賭け（2009年8月8日） - 坂口由香 役
  - 検事・朝日奈耀子9（2010年7月17日） - 杉本友子 役
  - 広域警察3（2012年11月17日） - 秘書 役
- 金曜エンタテイメント（フジテレビ）
  - 音の犯罪捜査官・響奈津子（1996年 - 2005年） - 響真理子（奈津子の娘） 役
- 火曜サスペンス劇場（日本テレビ）
  - 父と娘の真実「病院長のわいせつ事件行為を告発した女の転落死ー新聞記者が招く家族崩壊と父のわび状ー」（2002年12月3日） - 岡島あゆみ 役
  - 「だます女だまされる女7」（2004年） - 藤井由紀 役
- 水曜ミステリー9（テレビ東京）
  - 「農家の嫁は弁護士!神谷純子のふるさと事件簿4」（2009年） - 杉原ゆかり 役
- 金曜プレステージ
  - 「赤い霊柩車シリーズ29」（2012年） - 水尾桜 役
- 日曜ワイド
  - 「人類学者・岬久美子の殺人鑑定7」（2017年） - 新堂由美 役
- 月曜プレミア8 （テレビ東京）
  - 横山秀夫サスペンス「第三の時効」（2021年11月29日） - 進藤秋子 役

### その他の番組
- 開運!なんでも鑑定団（テレビ東京） - オープニング映像に出演
- ポンキッキーズ（フジテレビ）
- 特命リサーチ200X （日本テレビ）
- サンデージャングル（テレビ朝日）
- おはスタ（テレビ東京）
- とんねるずの生でダラダラいかせて!!（日本テレビ）
- グラビアの美少女（MONDO21）
- THE夜もヒッパレ（日本テレビ）
- IT'sアクセス（フジテレビ）
- FNS番組対抗!春秋の祭典スペシャル（フジテレビ）
- GOOFY（スペースシャワーTV）
- 吉本ばかな
- めんたいワイド
- は〜い昼ナマ（1996年10月7日 - 1998年9月25日、毎日放送）

### CM
- ミセスロイド（白元）
- キャッチホン（NTT）
- りぼん（集英社）
- 東京ガス
- クリスマスファンタジー（東京ディズニーランド）
- ハウスシチュー（ハウス食品）
- チーズ in チーズ（アオキーズ・ピザ）
- ハンディカム TR-3000 （ソニー）
- 子育てクイズ マイエンジェル（ナムコ）
- ディッパーシーチキン（はごろもフーズ）
- 石油ファンヒーター 消臭王国（三菱電機）
- NTTファシリティーズ
- ほか

### 舞台
- アール・ユー・ピー「トンカツロック」（2002年4月 - 5月、シアターコクーン・近鉄・福岡） - 神崎麻衣 役
- 劇団たいしゅう小説家「恋の骨折り損?」（2004年7月15日 - 7月19日、東京芸術劇場 小ホール2）
- Knock.Out.Brother -2005 Version- （2005年10月6日 - 10月16日） - 榊かずみ 役
- 米米CLUB演劇部「私がオバさんになってる!?」（2006年12月26日 - 12月30日、東京芸術劇場 中ホール）
- SLOW RIDER 第12回公演「CROWS -クロウズ-」（2009年2月7日 - 2月15日、新宿THEATER / TOPS）

### 映画
- 7月7日、晴れ（1996年）
- パラサイト・イヴ（1997年） - 安斉麻理子 役
- 新生・トイレの花子さん（1998年7月4日、東映） - 間宮悦子 役
- センチメンタルシティマラソン（2000年6月10日、ギャガ・コミュニケーション） - コミケ 役
- 旋風の用心棒（2003年） - 田野倉美雪 役
- アクショングラフィティー（2003年7月1日、2006アクショングラフィティー製作委員会）
- saru phase three（2007年2月17日、クリエイティブ・ファッツ、楽映舎)
- 彼岸島（2010年） - 涼子 役
- 終の信託（2012年） - 江木雪子 役
- 呪怨（2014年） - 吉崎光子 役
- コーヒーはホワイトで（2024年） - 鈴川紫衣 役[5][6]